# Ministério Público Federal
O Ministério Público Federal (MPF) é uma instituição pública brasileira, autônoma e independente, responsável por defender os interesses da sociedade e a ordem jurídica no âmbito federal. O MPF atua na fiscalização da aplicação das leis, na defesa dos direitos fundamentais, na promoção da justiça e no combate à corrupção, crimes federais, violações de direitos humanos e outros ilícitos.
O MPF é parte do Ministério Público da União e seus membros, chamados procuradores da República, têm a função de promover ações penais públicas, propor inquéritos, e fiscalizar as atividades dos poderes públicos. Além disso, o MPF tem o papel de proteger o patrimônio público, o meio ambiente, os direitos das minorias e garantir o cumprimento das leis federais no Brasil.

## Atribuições
Cabe ao Ministério Público Federal defender os direitos sociais e individuais indisponíveis (direito à vida, dignidade, liberdade, etc.) dos cidadãos perante o Supremo Tribunal Federal, o Superior Tribunal de Justiça, os tribunais regionais federais, os juízes federais e juízes eleitorais. O MPF atua nos casos federais, regulamentados pela Constituição e pelas leis federais, sempre que a questão envolver interesse público, seja em virtude das partes ou do assunto tratado. Também cabe ao MPF fiscalizar o cumprimento das leis editadas no país e daquelas decorrentes de tratados internacionais assinados pelo Brasil. Além disso, o Ministério Público Federal atua como guardião da democracia, assegurando o respeito aos princípios e normas que garantem a participação popular.

## Contexto
O MPU também é composto pelo Ministério Público do Trabalho, pelo Ministério Público Militar e pelo Ministério Público do Distrito Federal e dos Territórios (MPDFT). Juntos, o MPU e os Ministérios Públicos Estaduais formam o Ministério Público do Brasil. O Chefe do MPU é o Procurador-Geral da República.
As atribuições e os instrumentos de atuação do Ministério Público estão previstos no artigo 129 da Constituição Federal, dentro do capítulo "Das funções essenciais à Justiça". As funções e atribuições do MPU estão na Lei Complementar nº 75/93.
O Ministério Público possui autonomia na estrutura do Estado, não pertencendo a qualquer dos três Poderes. Tem a garantia constitucional de não ser extinto nem ter suas atribuições repassadas a outras instituições. Esta autonomia inclui orçamento próprio, gestão própria e autonomia funcional. Os procuradores e promotores têm a independência funcional assegurada pela Constituição. Assim, estão subordinados a um chefe apenas em termos administrativos, mas cada membro é livre para atuar segundo sua consciência e suas convicções, baseado na lei. Os procuradores e promotores podem tanto defender os cidadãos contra eventuais abusos e omissões do Poder Público quanto defender o patrimônio público contra ataques de particulares de má-fé.
O Ministério Público da União (MPU) é composto pelo Ministério Público Federal (MPF), pelo Ministério Público do Distrito Federal (MPDFT), pelo Ministério Público do Trabalho (MPT) e pelo Ministério Público Militar (MPM). Cabe ao presidente da República indicar, entre os membros da carreira do MPU, o chefe da instituição, que é o Procurador-Geral da República (PGR). Cumpre ressaltar que o PGR é o chefe dos quatro ramos do Ministério Público da União, razão pela qual pode ser indicado dentre os membros de qualquer um deles. Noutros termos, um Promotor de Justiça do MPDFT pode vir a ser o Procurador-Geral da República, não sendo esta uma função reservada ao MPF.
O atual Procurador-Geral da República é Paulo Gonet Branco.